# Брама принців
Брама принців — монументальна брама у вигляді тріумфальної арки, що веде на територію Канадської національної виставки (англ. Exhibition Place) в Торонто, Онтаріо, Канада. Зроблена з цементу та каменю, тріумфальна арка оточена колонадами з обох боків з вигнутими пілонами на обох кінцях. Споруда завдовжки 110 м служить східним входом до Канадської національної виставки, щорічного сільськогосподарського та промислового провінційного ярмарку, що проводиться на Виставці. Безпосередньо до Брами принців примикає територія Меморіалу жертвам Голодомору, відкритого в жовтні 2018.
Брама принців спочатку була задумана в 1920-х роках, утворюючи частину масштабної реконструкції східних частин Виставкового центру. Спорудження Брами розпочалося у квітні 1927 року і було завершене через кілька місяців у серпні. Спочатку планувалося, що споруда буде названа Брамою діамантового ювілею Конфедерації, а відкриття припаде на 60-річчя Канадської конфедерації. Однак споруда отримала назву Princes' Gates, на честь шановних гостей Едварда, принца Уельського і принца Джорджа, герцога Кентського, які офіційно відкрили споруду 30 серпня 1927 року. З моменту завершення будівництва споруда зазнала кількох реставрацій. У 1987 році муніципальна влада визнала Ворота принців «спорудою, що представляє архітектурний та історичний інтерес» відповідно до Закону про спадщину Онтаріо.

## Історія
Канадська національна виставка (CNE) була заснована в 1879 році біля початку вулиці Дафферін, орендуючи крайню західну частину площі військового резерву, приналежну до гарнізону Торонто. З часом CNE розширилася на схід і захопила більшу частину наявної площі. У 1920-х роках виникли плани розширення до крайньої східної частини наявної території до початку вулиці Строн-авеню. У 1924 році архітектурна фірма Chapman and Oxley уклала контракт на розробку 50-річного плану розвитку східної частини виставкового комплексу (нині відомого як «Виставковий квартал»); у тому числі на спорудження Брами принців. Брама принців спочатку мала служити головним входом до огородженого парку. Крім того, Брама принців мала служити парадним входом до виставкового комплексу; при цьому основний вхід до 1927 року був від вулиці Дафферін, на західному кінці виставкового майданчика. У 1926 році Альфред Чепмен із Chapman and Oxley отримав контракт на дизайн входу зі східної сторони.
Натхненням для дизайну Брами принців послужили інші британські та французькі тріумфальні арки, які Чепмен відвідав у Західній Європі, зокрема на виставці Британської імперії 1925 року. Хоча план Брами принців був уже на початку 1920-х років, будівництво споруди відбулося лише в 1927 році. 1 січня 1927 року відбувся муніципальний референдум, щоб затвердити будівництво тріумфальної арки та бульвару, який веде до неї вартістю 363 тис. кан. доларів ($ 5.46 мільйона доларів у 2020 ). Будівництво тріумфальної арки відбулося пізніше того ж року, з 14 квітня до 30 серпня, при цьому сама споруда коштувала приблизно CA$152,240 ( 2.29 мільйона доларів у 2020 ). Вулиця Строн була вирівняна і продовжена на південь перед Брамою принців до бульвару Лейк-Шор у той самий період, коли будували Браму принців.

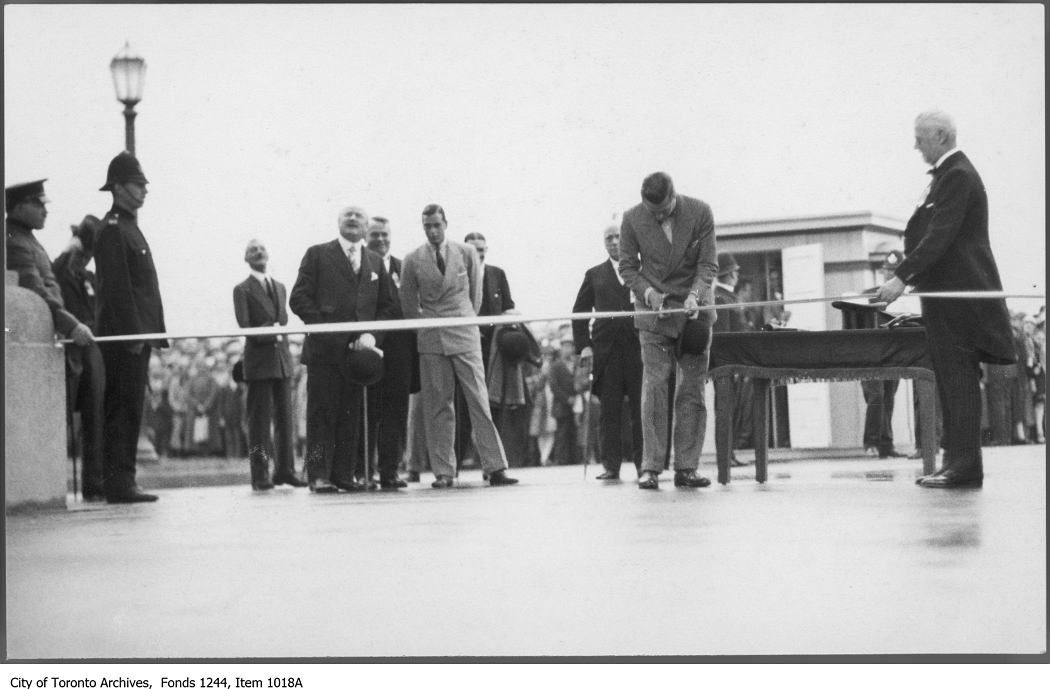
Едвард, принц Уельський, перерізає стрічку, офіційно відкриваючи Браму принців

Оскільки будівництво відбувалося на 60-ту річницю Канадської конфедерації, тріумфальна арка була відома як Брама діамантового ювілею Конфедерації (англ. Diamond Jubilee of Confederation Gates). Однак згодом надійшла інформація про майбутню участь Едварда, принца Уельського (пізніше короля Едварда VIII) і принца Джорджа, герцога Кентського, у відкритті тріумфальної арки в рамках їхнього королівського туру по Канаді в 1927 році. Це спонукало організаторів до тріумфального перейменування арки 5 серпня 1927 р. на честь двох монархів на Браму принців. Стрічка до Брами принців була офіційно перерізана золотими ножицями 30 серпня 1927 року принцом Уельським у супроводі герцога Кентського . Потім через ворота пройшла процесія ветеранів, а за нею — пара монархів. З моменту відкриття Княжих воріт у 1927 році, процесія ветеранів проходить під аркою на кожен традиційний парад до Дня воїнів на території Виставки. Приблизно через рік, 28 серпня 1928 року, на споруді було встановлено меморіальну дошку на честь відкриття Брами двома принцами.
У 1977 році, на 50-ту річницю відкриття Брами принців, усередині воріт Фондом спадщини Онтаріо було відкрито меморіальну дошку. Історична меморіальна дошка була відкрита У. Б. Салліваном, одним із оригінальних будівників споруди. Через десять років, 15 червня 1987 року, муніципальна влада Торонто визнала Браму принців спорудою, що представляє архітектурний та історичний інтерес, згідно з Законом про спадщину Онтаріо.
У 2006 році площа навколо основи будівлі була відремонтована за CA$2 мільйони, забезпечуючи кращі пішохідні та велосипедні зручності. Ремонт також включав стилізовані мармурові лавки, двоколірну гранітну бруківку та вбудовані відбивачі, щоб збільшити освітлення конструкції вночі. Дизайнерська фірма з Мілана була обрана підрядником ремонту площі Брами принців; ідея реконструкції площі італійськими дизайнерами була започаткована після того, як кілька дизайнерських фірм із Торонто виїхали до Мілана, міста-побратима Торонто, щоб спроектувати декілька площ у цьому місті. Під час цього ремонту також було зроблено покращення проспекту Строн, щоб полегшити рух пішоходів від проїжджої частини до Виставки.
У 2010 році «Брама принців» зазнала подальшої реставрації в ході CA$27.3-мільйонного проєкту реставрації та покращення кількох будівель на Виставці. Відновлення було профінансоване урядом Канади.

## Дизайн

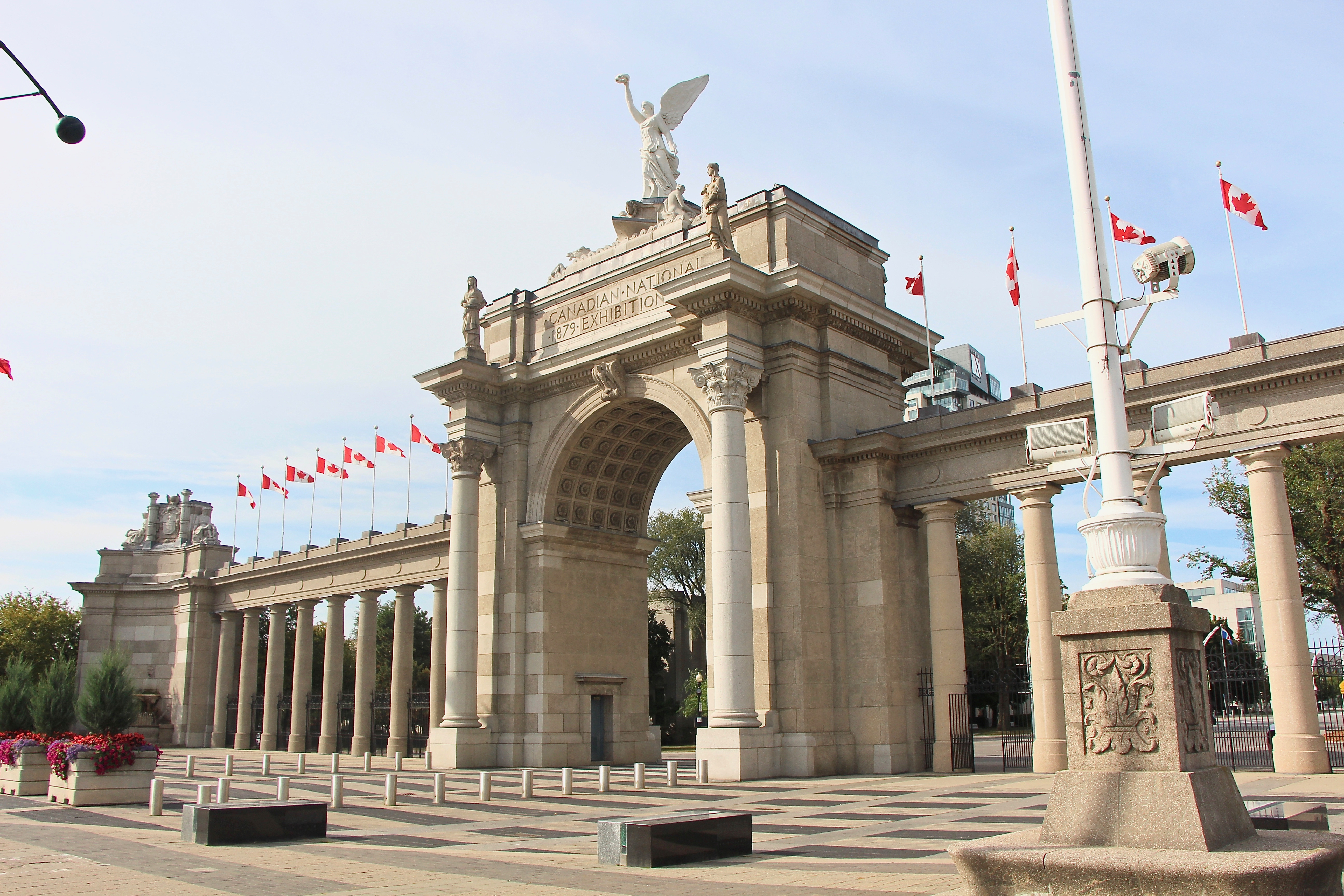
З обох боків тріумфальну арку оточують колонади

Архітектурна фірма Chapman and Oxley спроектувала Princes' Gates, а Альфред Чепмен названий головним дизайнером проекту. Будівництво було доручене Саллівану і Фріду. Будову було завершено в 1927 році і пізніше відреставровано в 2010 році. Північна колонада споруди була замінена у 2004 році.
Будова у неокласичному стилі включає одну арку в романському стилі, виготовлену з цементу та каменю; з двома відокремленими коринфськими колонами, обрамленими збоку колонадами з дев'ятьох іонічних колон, увінчану плінфами з прапорами на вершині. Дев'ять колон в обох колонадах представляють дев'ять провінцій, які існували в Канаді на той час. Вигнуті пілони розміщені на кінцях колонад, а в основі пілонів збудовані фонтани. Герб Онтаріо розміщений безпосередньо над фонтанами на пілонах на кінцях споруди. Спочатку стилізована центральна скульптура була призначена для підтримки герба, але в пізніших варіантах ці фігури були замінені постатями, що представляють промисловість Онтаріо. До остаточного дизайну також були додані дві мініатюрні іонічні колони, які обрамляють герб. Загалом довжина конструкції становить приблизно 110 м.

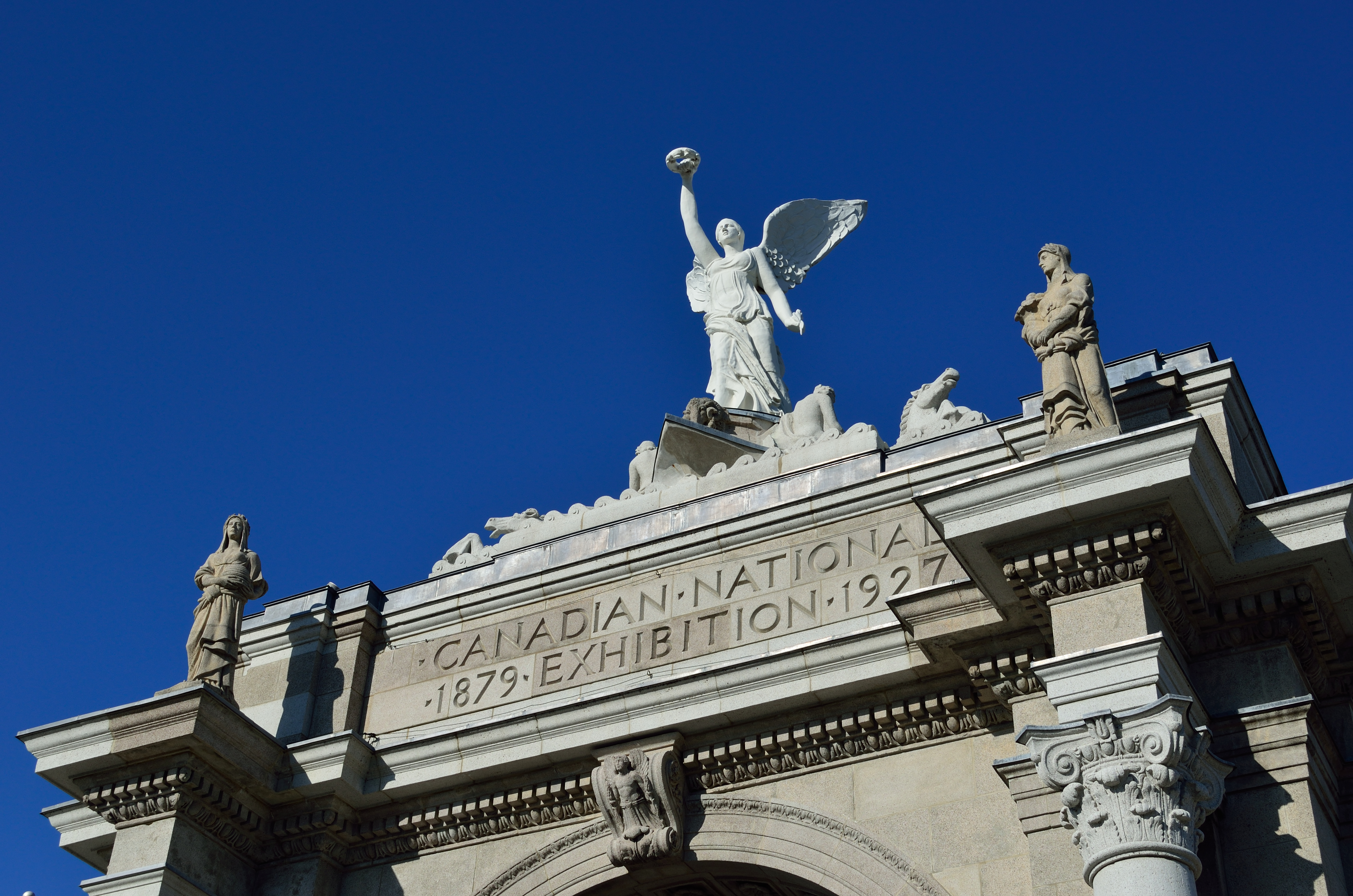
У дизайн споруди було включено кілька скульптур

На споруді є кілька написів, найбільший напис «Канадська національна виставка 1879-1927», — у передній частині арки в романському стилі. Інший напис на честь відкриття воріт принцом Уельським і герцогом Кентським є на внутрішній стіні центральної арки . До верхньої частини конструкції можна потрапити по драбині з приміщення на північній стороні арки, де знаходиться трансформатор.

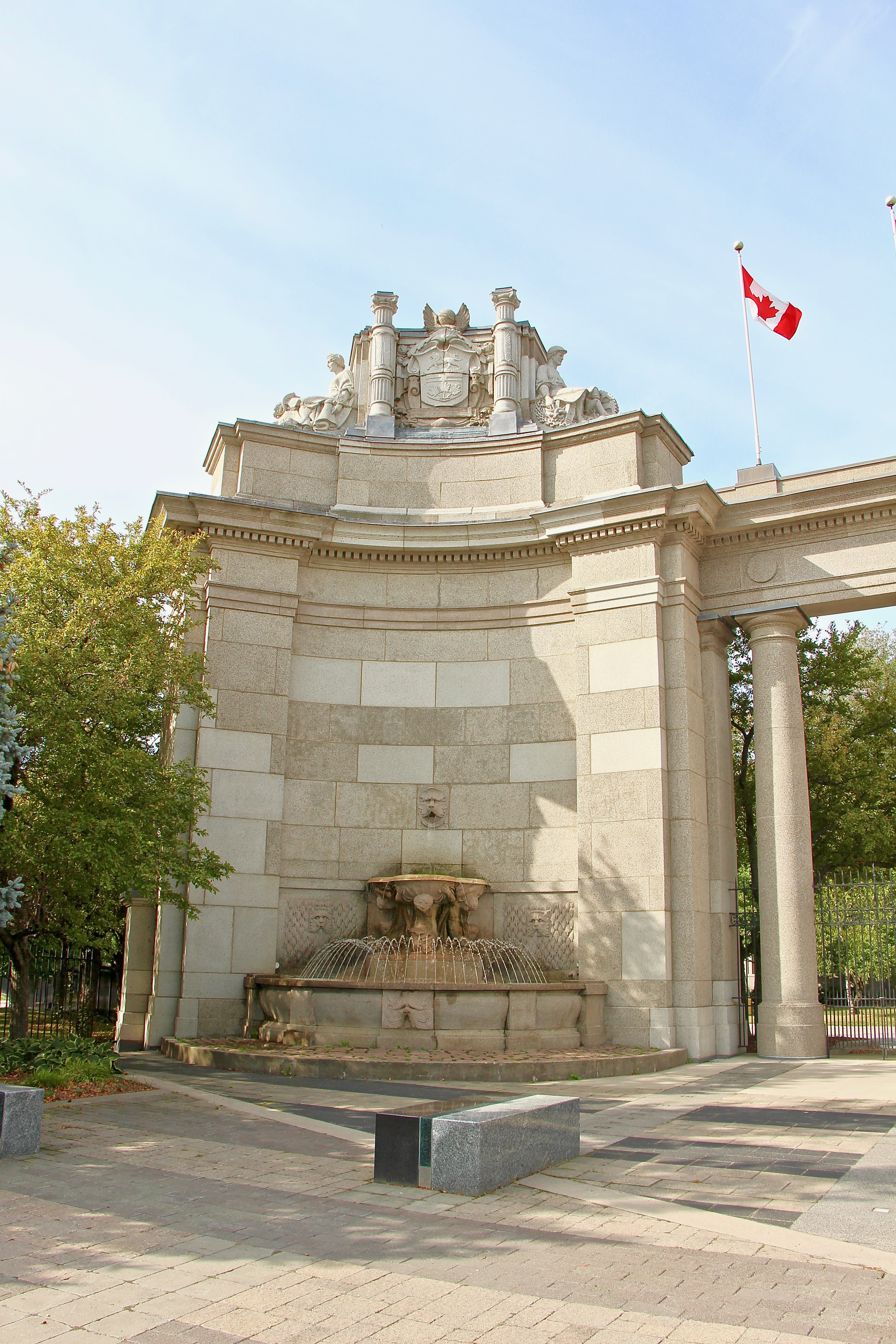
Вигнутий пілон в кінці південної колонади споруди

Зображення Брами принців було прийнято Асоціацією Канадської національної виставки як їхнє офіційне; хоча раніше асоціація висловлювала заперечення проти будь-якого несанкціонованого використання тріумфальної арки з метою реклами.

### Скульптури
На споруді також присутній ряд скульптур. Оригінальні скульптури споруди були виготовлені з форм, які були заповнені цементом і колотим каменем, а потім форма була оброблена ручно. Усі скульптури на споруді були виліплені Чарльзом Дунканом МакКечні. Оскільки МакКечні щодня тісно співпрацював із Чепменом над дизайном конструкції, немає записів про дискусії, що відбулися щодо символіки скульптур. Методика, яку МакКечні використовував для створення фігур, зробила їх не надто стійкими до несприятливих впливів погоди; внаслідок чого кілька разів їх ремонтували. Скульптури вперше були відремонтовані в 1957 році, коли їх було оброблено піскоструминним способом і залатано цементом; також у 1977 і 1987 роках до 50- та 60-річчя споруди.
Верхня фігура, що стоїть на вершині арки романського стилю, має 7,3 м висоти. Її образ, іменований Крилата Перемога, кілька разів змінювався на етапі проектування конструкції. Є припущення, що скульптура була створена за зразком Крилатої Перемоги — Ніки Самофракійської. Однак пізніше дизайн був змінений на постать з піднятою вгору рукою; вона тримає лавровий вінок у простягнутій руці і кленовий листок у другій. Статуя важить близько 12 тонн. Оригінальна центральна скульптура на арці була вилучена в рамках реставрації 1987 року і замінена копією з полімерної смоли, щоб запобігти потенційним нещасним випадкам через руйнування оригінальної скульптури. Окрилена Перемога стоїть на постаменті у формі судна, що уособлює метафору «Корабель держави». Простягнуті руки центральної скульптури та колонади споруди символізують ідею об'єднаної Канади. Обабіч центральної фігури — гіпокампи і дві другорядні чоловічі постаті, які сидять на планширах «корабля», повернуті назад.
На передніх і задніх кутах арки стоять дві пари однакових скульптур, дві з вуликом та дві з рогом достатку у руках. Вважається, що фігури представляють виробництво та галузі, наявні в Канаді на момент їх створення. Ці чотири статуї також були перероблені в 1994 році з використанням тих самих матеріалів, що й оригінальні. Чоловічі та жіночі постаті також розміщені на пілонах на кінцях споруди.

## Подальше читання
- Filey, Mike (1992). Toronto Sketches: The Way We Are. Т. 1. Dundurn. ISBN 9781550021769.
- Graham, Victor E. (1990). Toronto's Triumphal Arch: The Princes' Gates. Bulletin (Society for the Study of Architecture in Canada).

## Зовнішні посилання
Вікісховище має мультимедійні дані за темою: Брама принців